# 바르톨로메오 크리스토포리

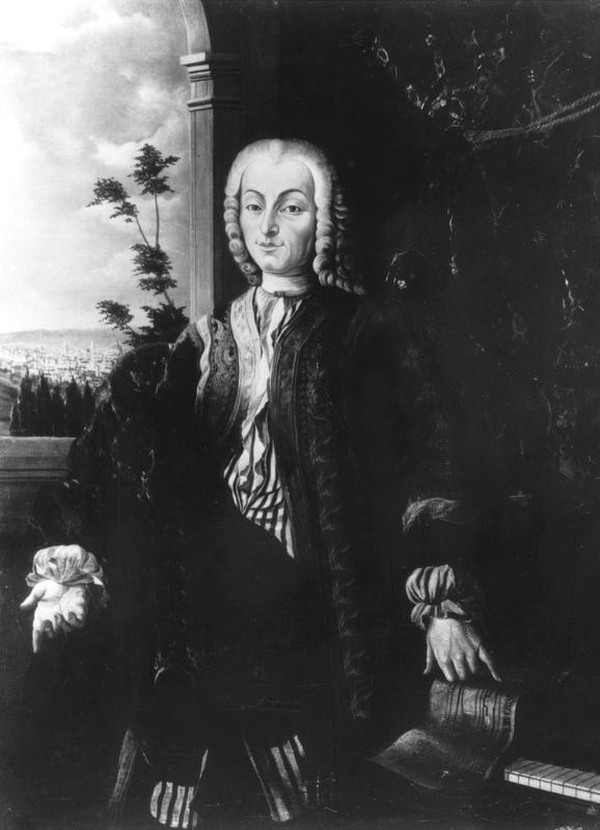
1726년 바르톨로메오 크리스토포리의 초상화. 원본은 2차 세계 대전 때 유실되었다.

바르톨로메오 크리스토포리 디 프란체스코(Bartolomeo Cristofori di Francesco, 1655년 5월 4일 ~ 1731년 1월 27일)는 이탈리아의 악기 제작자이며, 피아노의 발명가로 잘 알려져 있다.

## 생애
크리스토포리의 생애에 대한 출처는 그의 출생 및 사망 기록, 두 통의 유언장, 고용주에게 보낸 청구서, 시피오네 마페이와의 인터뷰가 있으며, 이후에는 마페이의 기록과 출간된 잡지 기사가 보존되고 있다.
크리스토포리는 베네치아 공화국의 파두아에서 태어났다. 그의 어린 시절에 대해서는 알려진 바가 없다. 저명한 바이올린 제작자 니콜로 아마티의 도제로 있었다는 이야기가 전해지는데, 이는 1680년 인구 조사 기록에서 크레모나의 아마티 저택에서 "크리스토파로 바르톨로메이"라는 인물이 거주했다고 나오는 것에 근거한다. 그러나, 스튜어트 폴렌스가 지적한 바대로, 인구 조사에서 13세로 기록된 반면에, 크리스토포리의 세례 기록에 따르면 그는 당시 25세였으므로, 바르톨로메오 크리스토포리가 아니라고 보는 것이 타당하다.
크리스토포리가 기록에 처음 나타난 것은 1688년 33세 때 군주 페르디난도 데 메디치에게 고용된 것으로, 이것은 크리스토포리의 생애에서 가장 중요한 사건이었다. 음악을 사랑하고 후원했던 페르디난도는 당시까지 작은 독립 국가였던 토스카나의 대공 코시모 3세의 아들이자 후계자였다.
페르디난도가 크리스토포리를 고용한 이유는 전해지지 않는다. 군주는 1688년 사육제에 참가하고자 베네치아를 여행하였고, 그 과정에서 파두아의 집으로 가는 크리스토포리와 마주쳤을 것으로 보인다. 페르디난도는 그가 소유한 다수의 악기를 관리하는 기술자가 죽자 새로운 사람을 찾고 있었다. 그러나, 군주가 크리스토포리를 그의 기술자로서만 아니라, 새로운 악기의 발명가로서도 원했을 가능성이 있다. 후에 크리스토포리가 얻은 유명세로 비추어 볼 때, 33세의 크리스토포리가 발명에 대한 재능을 가지고 있었다고 해도 놀랄 일은 아니다.
크리스토포리가 발명가로서 고용된 정황상 증거는 다음과 같다. 스튜어트 폴렌스에 따르면, 당시 피렌체는 이 지위를 차지할만한 능력을 검증할 수 있는 인재가 충분히 많았지만, 군주는 그들 대신에 크리스토포리를 고용하여 전임자보다 높은 급료를 지불하였다. 또한, 폴렌즈는 크리스토포리가 고용주에게 보낸 수많은 청구서 중에서 크리스토포리의 피아노포르테에 대한 기록이 전혀 없는 것을 들어, 크리스토포리가 발명의 성과를 궁정의 몫으로 돌리기 위했던 것이 아닐까 추측했다. 마지막으로, 페르디난도는 기계에 매료되었기에,(정교하게 만들어진 악기를 다양하게 수집했으며, 시계도 40개가 넘었다) 크리스포리의 피아노 작업의 핵심인 정교한 기계 동작에도 자연스레 관심을 가졌을 것으로 보인다.
당시 크리스토포리가 군주와 대화한 기억이 마페이의 취재에 기록되어 있다.
che fu detto al Principe, che non volevo; rispos' egli il farò volere io.
줄리아나 몬타나리는 다음과 같이 번역하였다.
The prince was told that I did not wish to go; he replied that he would make me want to
군주에게 가고 싶지 않다고 말했다. 그는 가고 싶게 만들 것이라고 답했다
이 기록은 군주가 크리스토포리가 특별한 인재가 될 것을 알고 그를 고용하기 위해 매혹했음을 보여주며, 군주가 그를 발명가로 고용하고자 했음을 다시 한 번 보여주는 대목이다.
크리스토포리는 달마다 12 스쿠디의 급료를 받고 일하는 것에 동의하였다. 그는 1688년 5월 피렌체로 빠르게 이주하였고(고용 면접은 3월 또는 4월이었다), 대공이 관할하는 가구 설비가 갖춰진 저택에서 일을 시작했다. 페르디난도는 군주를 위해 악기의 조율, 유지, 운송에 있어서 다양한 발명에 임했고, 값지고 오래 된 하프시코드의 복구 작업도 하였다.
당시 토스카나 대공은 100명에 달하는 많은 장인을 고용하고, 우피치 미술관의 갤러리아 데이 라보리에서 일을 하도록 했다. 크리스토포리의 초기 작업 공간도 이곳에 있었을 것으로 보이며, 크리스토포리는 이것에 불만을 품고 있었다. 그는 마페이에게 다음과 같이 말했다.
che da principio durava fatica ad andare nello stanzone in questo strepito
It was hard for me to have to go into the big room with all that noise (몬타나리 번역)
온통 소음이 넘치는 큰 방에 들어가야 한다는 것은 나에게 어려운 일이었다
크리스토포리는 결국 전용 공방을 얻게 되었고, 한 명이나 두 명의 조수와 함께 그곳에서 일했다.

### 초기 악기
크리스토포리는 17세기 말까지 두 종류의 건반 악기를 발명했다. 이 악기들은 1700년 페르디난도 대공의 소장 악기 목록에 기록되어 있다. 스튜어트 폴렌스는 지오반니 푸가라는 궁정 음악가를 이 목록의 작성자라고 추정하며, 이는 1716년 자신의 편지에 기록한 내용을 토대로 한다.
이탈리아어로 "큰 스피넷"을 뜻하는 스피네토네는 복수의 스톱을 가진 커다란 스피넷으로, 1 x 8', 1 x 4' 디스포지션이다. 대부분의 스피넷은 단일 디스포지션 1 x 8'이다. 이 악기는 극장 공연에서 좁고 붐비는 오케스트라 피트에 복수 스톱으로 더 큰 소리를 낼 수 있는 악기를 둘 수 있도록 개발한 것으로 보인다.
다른 발명품은 매우 독창적인 오발 스피넷(1690년)으로, 가장 긴 현이 케이스의 중간에 위치한 일종의 버지널이었다.
크리스토포리는 기존의 악기도 제작했으며, 이 또한 1700년 목록에 클라비치테리움(수형 하프시코드), 이탈리아 표준의 2 x 8' 디스포지션 하프시코드 두 대가 기록되어 있다. 하프시코드 중 한 대는 보통과는 다르게 에보니로 만들어져 있다.

### 피아노의 첫 등장
메디치의 궁정 음악가 프란체스코 마누치의 일기에서 1698년에 크리스토포리가 최초의 피아노를 제작하고 있었다는 언급이 등장하지만, 현재 이 문서의 신뢰성은 떨어지는 편이다. 피아노의 등장에 대한 명백한 증거는 메디치의 1700년 목록에서 찾을 수 있다. 목록에서 크리스토포리의 피아노에 관한 항목은 다음과 같이 시작한다.
Un Arpicembalo di Bartolomeo Cristofori di nuova inventione, che fa' il piano, e il forte, a due registri principali unisoni, con fondo di cipresso senza rosa..." (굵은 글씨 추가)
An "Arpicembalo" by Bartolomeo Cristofori, of new invention that produces soft and loud, with two sets of strings at unison pitch, with soundboard of cypress without rose..."
바르톨로메오 크리스토포리 제작의 "아르피쳄발로", 부드럽고 크게 울리는 새로운 발명품, 동도 현 두 세트, 장미 무늬 없는 사이프러스 향판..."
"아르피쳄발로"라는 용어는 문자 그대로 "하프-하프시코드"로, 크리스토포리 시대에 일반적인 단어는 아니었다. 에드워드 구드는 이 용어가 크리스토포리 자신이 그의 악기에 붙인 이름이었다고 추측한다. 그러나 인용구의 굵은 글씨가 세월이 흐르며 점차 잘라지며 오늘날 피아노라는 단어가 쓰이게 되었다.
메디치 목록은 인용구 다음부터 상세하게 악기를 설명한다. (현존하지 않는) 이 악기의 음역은 C to c″″′의 4 옥타브였다.
메디치의 궁중 음악가 중 한 명인 페데리고 멕코이 또한 조제포 차를리노의 저서 《이스티투티오니 하르모니케》의 여백에 초창기 피아노에 대한 메모를 남겼다.
These are the ways in which it is possible to play the , invented by Master Bartolomeo Christofani  [sic] of Padua in the year 1700, harpsichord maker to the Most Serene Grand Prince Ferdinand of Tuscany. (스튜어트 폴렌스 번역)
이러한 방법들로 가장 고귀하신 토스카나의 페르디난도 대공의 하프시코드 제작자 파두아의 장인 바르톨로메오 크리스토파니  [sic]가 1700년 발명한 아르피침발로 델 피아노 에 포르테를 연주할 수 있다.
시피오네 마페이의 잡지 기사에 따르면, 크리스토포리는 1711년 세 대의 피아노를 제작하고 있었다. 한 대는 메디치 가에서 로마의 오토보니 추기경에게 수여하고, 두 대는 피렌체에서 팔렸다.

### 말년
크리스토포리의 후원자 군주 페르디난도는 1713년 50세의 나이로 죽었다. 그 후에도 크리스토포리는 군주의 아버지 코시모 3세가 통치하는 메디치 궁정을 위해 일했는데, 특히 1716년 악기 수집 목록에는 "바르톨로메오 크리스토포리 관리인"이라는 서명이 있는데, 이는 크리스토포리가 수집품 관리인 지위를 얻었음을 보여준다.
18세기 초 메디치 군주의 번영이 기울기 시작하면서, 크리스토포리도 메디치 가문에 고용된 수많은 장인과 마찬가지로 자신의 악기를 팔게 되었다. 악기 구매자 중에는 포르투갈의 왕도 있었다.
1726년에는 유일하다고 알려지는 크리스토포리의 초상화가 그려졌다. 이 초상화에는 발명가가 피아노로 보이는 악기 옆에 자랑스럽게 서 있고, 왼손에는 크리스토포리의 피아노 액션 도표가 그려진 것으로 보이는 종이가 들려 있다. 이 초상화는 제2차 세계 대전 때 사라지고, 작품을 찍은 사진만이 남아있다.
크리스토포리는 인생이 끝나기 전까지 피아노를 제작하였고, 계속해서 발명품을 개량했다. 만년에는 지오반니 페리니가 조수가 되었는데, 스승의 뒤를 이어서 그 또한 유명한 피아노 제작자로 활약하였다. 1739년 최초의 수형 피아노를 제작한 P. 도메니코 델 멜라도 크리스토포리의 조수였다고 하나 진위는 확실하지 않다.
크리스토포리는 만년에 두 통의 유언장을 준비하였다. 1729년 1월 24일 쓰여진 한 통은 모든 공구를 지오반니 페리니에게 증여한다는 내용이다. 두번째 유언장은 같은 해 3월 23일에 쓰였는데, 대부분의 내용을 바꾸어, 거의 모든 재산을 델 멜라 자매에게 "그의 병환동안 계속되는 간호를 제공한 것에 대한 보상"으로 증여한다. 이 유언장에는 펠리네에게 5 스쿠디만을 물려준다. 폴렌즈는 이 유언장의 다른 증거를 들어 이것이 크리스토포리와 펠리니 간의 불화가 아닌, 간병인에 대한 크리스토포리의 도덕적 의무를 반영한 것이라고 말한다. 크리스토포리는 1731년 1월 27일 죽었다.

## 크리스토포리 피아노

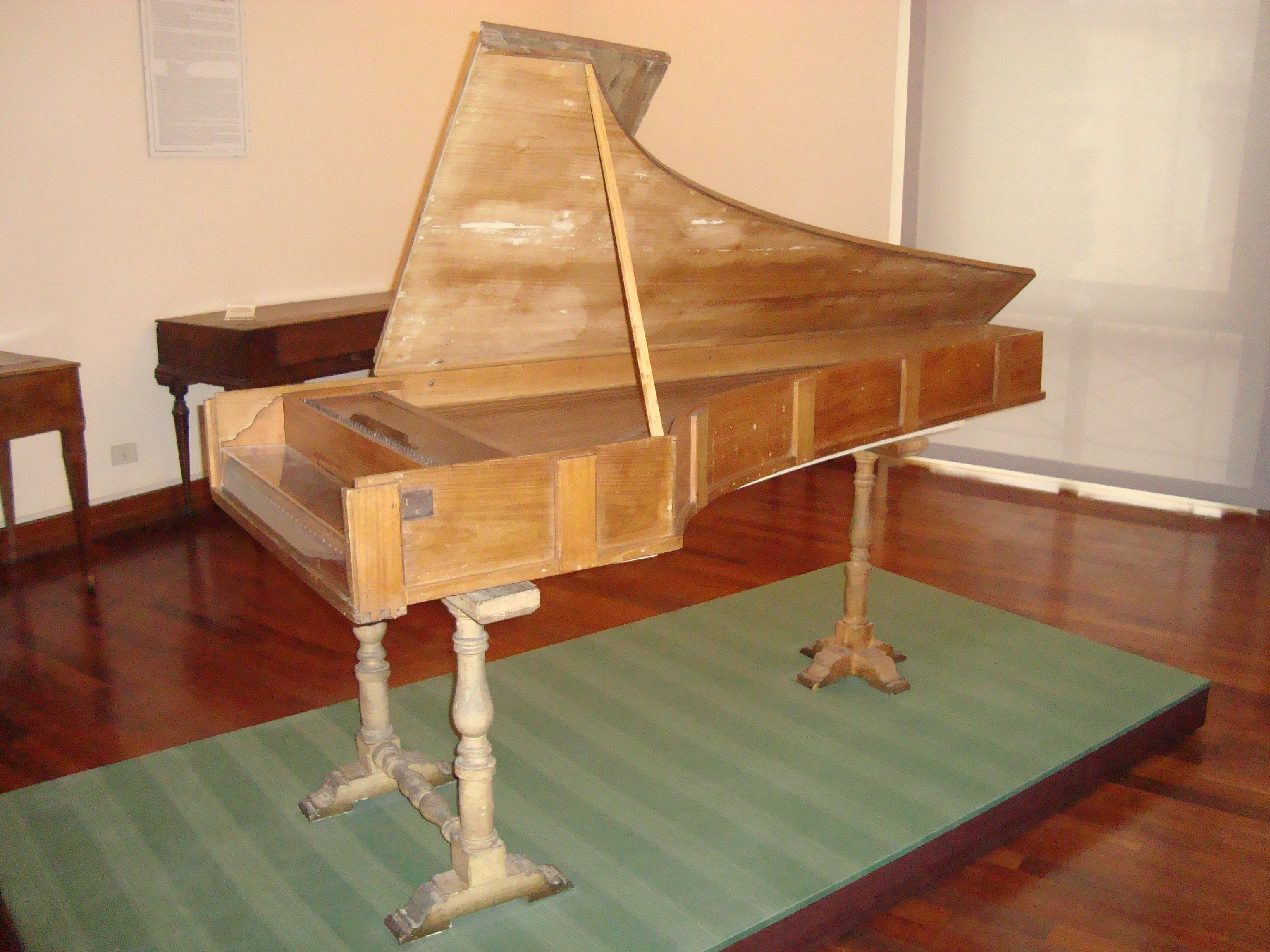
로마 국립 악기 박물관 소장의 1722년 크리스토포리 피아노.

크리스토포리가 제작한 전체 피아노의 수는 알려지지 않았으며, 오늘날에는 1720년대에 만들어진 세 대만이 남아있다.
- 1720년 제작, 뉴욕 메트로폴리탄 박물관 소장. 후대의 빌더에 의해 많은 부분이 개조되었다. 1938년 향판을 교체하였으며, 54 음역이 F', G', A'-c'''에서 C–f''로 반옥타브 바뀌었다. 연주는 가능하지만 원래의 소리를 잃었다.[9]
- 1722년 제작, 로마 국립 악기 박물관 소장. 4 옥타브(C-c³) 음역과 "우나 코르다" 정지 포함. 벌레로 인해 손상되어 연주할 수 없다.[9]
- 1726년 제작, 라이프치히 대학 악기 박물관 소장. 4 옥타브(C-c³)와 "우나 코르다" 정지 포함. 과거에 연주 녹음이 만들어졌으나 현재는 연주할 수 없다.[9]

세 대의 악기 모두 비슷한 라틴어 명문이 새겨져 있다.
BARTHOLOMAEVS DE CHRISTOPHORIS PATAVINUS INVENTOR FACIEBAT FLORENTIAE [날짜]
날짜 부분에는 로마 숫자가 적혀있다. 내용을 번역하면 "파두아의 발명가 바르톨로메오 크리스토포리, [날짜] 피렌체에서 이것을 만들다"가 된다.

## 현존 악기
오늘날 크리스토포리가 제작한 악기 중 9대가 남아있다.
- 위에서 설명한 피아노 세 대
- 오발 스피넷 두 대, 1690년과 1693년 제작. 1690년 오발 스피넷은 피렌체의 아카데미아 미술관 부속 악기 박물관이 소장하고 있으며, 1693년 악기는 라이프치히 대학의 악기 박물관이 소장하고 있다.
- 스피네토네, 라이프치히 박물관 소장.[4]
- 흑단 케이스의 초기(17세기) 하프시코드, 피렌체 악기 박물관 소장. 하프시코드 제작자 토니 치너리의 웹사이트에서 사진을 볼 수 있다.
- 1722년 제작 하프시코드, 라이프치히 박물관 소장.[4]
- 1726년 제작 하프시코드, 라이프치히 박물관 소장. 1 x 8', 1 x 4', 1 x 2' 디스포지션이며, 두 발 스탑을 가진 이탈리아 하프시코드이다. 많은 수의 레버와 확장으로 연주자의 필요에 따라 유연하게 현으로 소리를 낼 수 있도록 하였다.크리스포리의 정교한 실력을 보여준다. 8', 8'+4', 4', 4'+2', 2', 8'+ 4'+2'의 여섯 기본 스탑 조절이 있으며, 연주자가 기본 음역에서 4', 2' 또는 4'+2'을 8' 스탑으로 추가할 수 있다.[11]

크리스토포리의 말년에 기록된 이후의 악기들에는 조수 지오반니 페리니의 작품도 포함되어 있는 것으로 추정된다. 페리니는 스승이 죽은 뒤 동일한 기본 설계를 이용해 넓은 음역의 피아노를 제작하였다.

## 참고 문헌
- Fabbri, M. (1964) "Nuova luce sull'attivita fiorentina di Giacomo Antonio Perti, Bartolomeo Cristofori e Giorgio Federico Haendel Valore storico e critico di una Memoria di Francesco M Mannucci', Chigiana, pp. 143–190. [Source of the now-doubted Mannucci diary]
- A. Furnari and C. Vitali (1991) "Handels Italienreise neue Dokumente, Hypothesen und Interpretationen," Gottingen Handel-Beitrage, Kassel.
- Gai, Vinicio (1969) "Gli strumenti musical della orte Medicea e il Museo del Conservatorio 'Luigi Cherubini' di Firenze" ("The musical instruments of the Medici court and the museum of the Luigi Cherubini conservatory in Florence"), Florence. pp. 6–22.
- Good, Edward (2005) "What did Cristofori call his invention?," Early Music 33.1: 95–97.
- Hubbard, Frank (1967) Three Centuries of Harpsichord Making. Cambridge, MA: Harvard University Press; ISBN 0-674-88845-6.
- Kottick, Edward (2003) A history of the harpsichord. Bloomington: Indiana University Press. ISBN 0-253-34166-3, ISBN 978-0-253-34166-2.
- Kottick, Edward and George Lucktenberg (1997) Early Keyboard Instruments in European Museums. Bloomington: Indiana University Press.
- Montenari, Giuliana (1991) "Bartolomeo Cristofori: A list and historical survey of instruments," Early Music, August 1991.
- O'Brian, Michael. "Bartolomeo Cristofori", article in the New Grove Dictionary of Music and Musicians, available as a pay Web site and in scholarly libraries.
- Pollens, Stewart (1991) "Three Keyboard Instruments Signed by Cristofori's Assistant, Giovanni Ferrini," The Galpin Society Journal 44: 77–93.
- Pollens, Stewart (1995) The Early Pianoforte. Cambridge: Cambridge University Press.
- Parakilas, James Piano Roles: Three Hundred Years of Life with the Piano (1999: Yale University Press, ISBN 0-300-08055-7).
- Restle, Conny (1991) Bartolomeo Cristofori und die Anfänge des Hammerclaviers. Munich: Editio Maris.
- "Pianoforte", article in the New Grove Dictionary of Music and Musicians, available as a pay Web site and in scholarly libraries.
- van der Meer, John Henry (2005) "Review of Bartolomeo Cristofori: La Spinetta Ovale del 1690: Studi e richerche, edited by Gabriele Rossi Rognoni. The Galpin Society Journal 58:275–276.
- Vogel, Benjamin (2003) "Action", in Robert Palmieri, ed., The Piano: An Encyclopedia. Routledge.
- Wraight, Denzil (2006) "Recent approaches in understanding Cristofori's fortepiano," Early Music 34:635–644.